# Tillandsia circinnatioides
Tillandsia circinnatioides és una espècie de planta epífita dins del gènere Tillandsia, que pertany a la família de les bromeliàcies. És originària de Mèxic, on es troba en l'estat de Guerrero.

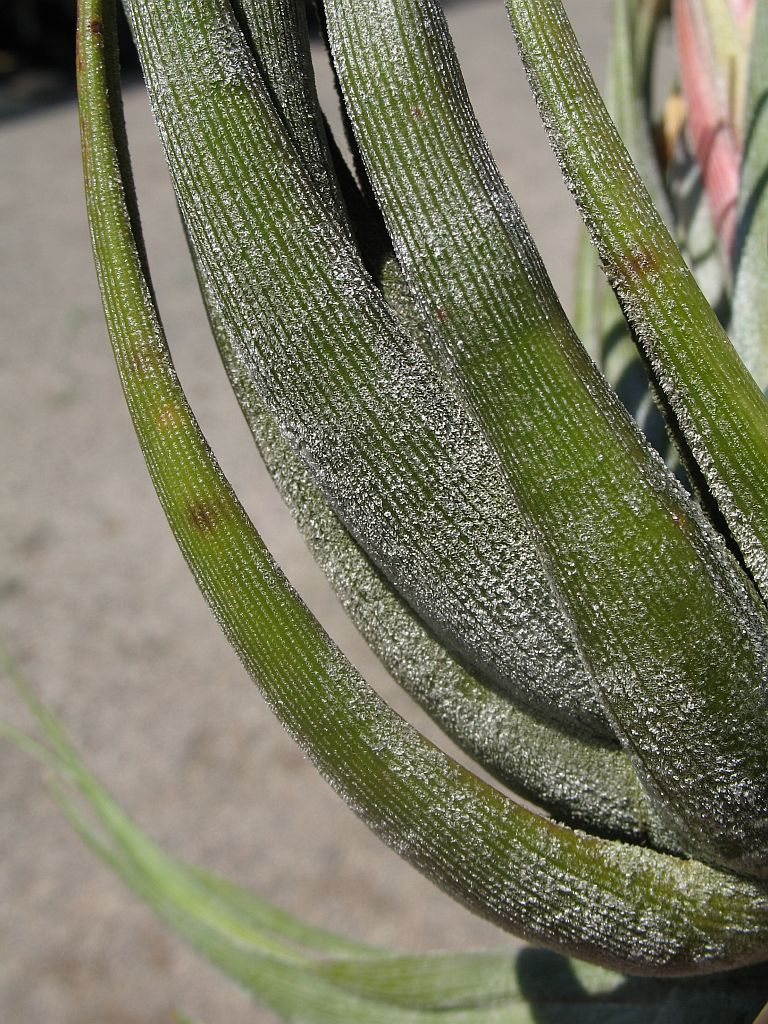
Vista de la planta

## Cultivars
- Tillandsia "Comet"
- Tillandsia "Corinne"
- Tillandsia "Pink Panther"

## Taxonomia
Tillandsia circinnatioides fou descrita per Eizi Matuda, i publicada en Cactus and Succulent Journal, 45: 187–189, f. 4, 4a, 5, 1973.
Etimologia

Tillandsia: nom genèric donat per Carl Linné el 1738 en honor del metge i botànic finlandés Dr. Elias Tillandz (originàriament Tillander, 1640-1693).
circinnatioides: epítet.